# 阿拉莫薩
阿拉莫薩（英語：Alamosa）是一個位於美國科羅拉多州阿拉莫薩縣的城市。根據2010年美國人口普查，該地共人口8780人，而該地的面積約為19.60平方千米。同時該地也是阿拉莫薩縣的縣治。

## 地理
阿拉莫薩的座標為37°28′30″N 105°52′31″W / 37.47500°N 105.87528°W，而該地的平均海拔高度為2299米（即7543英尺）。